# Festuca longifolia
Espèce
Festuca longifolia  est une plante herbacée de la famille des Poacées.

## Liste des espèces et sous-espèces
Selon World Checklist of Selected Plant Families (WCSP) (15 avril 2014) :
- Festuca longifolia Thuill., Fl. Env. Paris (1799)
  - sous-espèce Festuca longifolia subsp. longifolia
  - sous-espèce Festuca longifolia subsp. pseudocostei Auquier & Kerguélen, Lejeunia, n.s. (1977)